# Eumorsea
Eumorsea é um género de insecto da família Eumastacidae.
Este género contém as seguintes espécies:
- Eumorsea balli Hebard, 1935
- Eumorsea pinaleno Rehn, J.A.G. & H.J. Grant Jr., 1959
- Eumorsea truncaticeps Descamps, 1984